# Metafilosofia
La metafilosofia è la disciplina filosofica che si occupa di chiarire la natura della filosofia, i suoi metodi, usi e applicazioni.

## Storia
La riflessione metafilosofica è stata uno dei temi dominanti del lavoro di Platone e di Aristotele: entrambi infatti erano impegnati a difendere la 'vera' filosofia dalla sofistica, e a precisare la differenza tra la filosofia e altre forme di attività culturale, come la poesia, la retorica, l'avvocatura, la politica. In particolare la Metafisica di Aristotele contiene una grande quantità di considerazioni metafilosofiche. La 'scienza prima' di cui Aristotele parla, che definisce variamente nel corso dell'opera, e che in seguito fu chiamata 'metà-tà-physikà', è secondo alcuni interpreti semplicemente la filosofia pura: la filosofia nel suo significato più alto e generale. 
In seguito, tutti i grandi autori della tradizione si sono misurati con il problema metafilosofico, ossia hanno avvertito l'esigenza di specificare la loro concezione della filosofia. Considerazioni metafilosofiche originali si trovano in Sant'Agostino, in Cartesio, in Leibniz, in Kant. Tra gli autori moderni forse il filosofo che ha dato i contributi maggiori in metafilosofia è G. W. F. Hegel. Tutta l'opera di Hegel può anzi essere letta come una grande messa a punto della pratica filosofica, che proprio in quell'epoca era diventata pratica professionale, accademica.
Nel Novecento, la metafilosofia ha acquisito una posizione di speciale rilievo. Il problema fondamentale che il Novecento filosofico si trova a dover fronteggiare è infatti in quale misura la riflessione filosofica, con le sue caratteristiche pretese di generalità e fondamentalità, abbia ancora un senso e un ruolo all'interno del sistema delle scienze specializzate. Nel secondo Ottocento, in effetti, l'assetto dei saperi andava definendosi in modo tale da far pensare che la filosofia potesse decisamente scomparire. Nel corso del secolo alcune discipline cardine della filosofia, come la logica e la psicologia (intesa come studio del pensiero, o della mente), erano diventate scienze autonome. Anche l'antropologia, la sociologia, la linguistica, la scienza politica, che una volta facevano parte del territorio della filosofia, vantavano ora lo statuto di scienze specializzate. "Se la filosofia fosse qualcosa di cui si potesse fare a meno" ha scritto Ortega y Gasset, "non v'è dubbio che in quell'epoca [alla fine dell'Ottocento] sarebbe decisamente morta". In seguito la prospettiva della 'fine della filosofia' è rimasta uno dei temi favoriti delle riflessioni dei filosofi.
Tuttavia, proprio le scienze che avevano minacciato il ruolo scientifico e pubblico della filosofia arrivavano nel corso del Novecento a risultati tali da richiedere proprio l'intervento di quelle riflessioni generali e fondamentali che erano caratteristiche della filosofia, e che erano state decisamente escluse dalla metodologia scientifica. Le scoperte della fisica (quanti, relatività) e in seguito le vicende della logica (sviluppo delle logiche non classiche, nascita della filosofia analitica del linguaggio), e verso la metà del secolo l'inizio della grande rivoluzione informatica presentavano un quadro culturale completamente diverso, e capace di far ipotizzare una nuova importanza e nuovi ruoli per la filosofia.
È in questo quadro che si presenta nella seconda metà del Novecento una delle questioni metafilosofiche più rilevanti della storia della filosofia: il confronto-conflitto tra la tradizione analitica e la tradizione detta 'continentale' (analitici-continentali). Infatti, proprio nel momento in cui la scienza e la vita pubblica sembrano interpellare di nuovo la filosofia, questa si ritrova divisa. Non tanto dispersa in molte e diversificate correnti, ma decisamente spezzata in due grandi filoni, in cui si esprimono diversi stili di ricerca, vocabolari teorici, canoni. I filosofi analitici (in linea generale) difendono un tipo di lavoro filosofico molto attento alla logica e all'argomentazione, rispettoso della scienza e del senso comune, preferenzialmente estraneo alla vita pubblica e ai media. I filosofi detti 'continentali' invece generalmente non curano molto l'argomentazione, non hanno simpatia per la logica, né per il senso comune o la scienza, e invece sono molto interessati all'uso pubblico della filosofia, e frequentano i mass media, intervenendo spesso sui giornali e nelle battaglie culturali. Da queste differenze di principio emergono stili filosofici molto diversi.
La percezione di questo "great divide", le cui origini affondano nel tardo Ottocento, va approfondendosi nel corso del secolo, e negli ultimi anni del Novecento emergono opere interessate a una riconsiderazione generale della disputa, e a tentativi di mediazione.

## Temi
Temi caratteristici della metafilosofia sono:
- la definizione di 'filosofia'
- i rapporti tra filosofia e scienza, filosofia e religione, filosofia e arte
- difesa della filosofia dai suoi critici
- l'uso pubblico (culturale e politico) della filosofia
- metodi filosofici
- didattica della filosofia
- uso della logica in filosofia
- stili e generi di scrittura filosofica
- esperimenti mentali
- le teorie metafilosofiche nella storia
- differenze e continuità tra filosofia come professione e come pratica di vita
- usi terapeutici della filosofia
- conflittualità e continuità tra filosofia e senso comune
- professionalità e specializzazione in filosofia
- rapporti tra filosofia analitica e filosofia continentale
- caratteri delle controversie filosofiche
- fine della filosofia?